# ヤーラ・チムルマン
ヤーラ・ツィムルマン (Jára Cimrman) は、チェコを代表する劇作家であるズデニェク・スヴェラークが考案した架空の人物。
チムルマンは19世紀に生まれた、様々な才能があるチェコ人の天才で、発明家、音楽家、劇作家、探検家、科学者、教師、歯医者、探偵、スポーツなど何でもこなす万能の人物。
1966年、チェコ人の文化や歴史に対する風刺的存在として、ズデニェクのラジオ番組で紹介したところ、視聴者が実在の人物と受け取る出来事が発生。あっという間に大人気になり、一躍チェコのヒーローになった。
翌年、ヤーラ・ツィムルマン劇場。
1983年には映画も製作された。
2005年に「最も偉大なチェコ人」の1位に選ばれたが、架空の人物のため無効となった。